# Eparchia di Išim

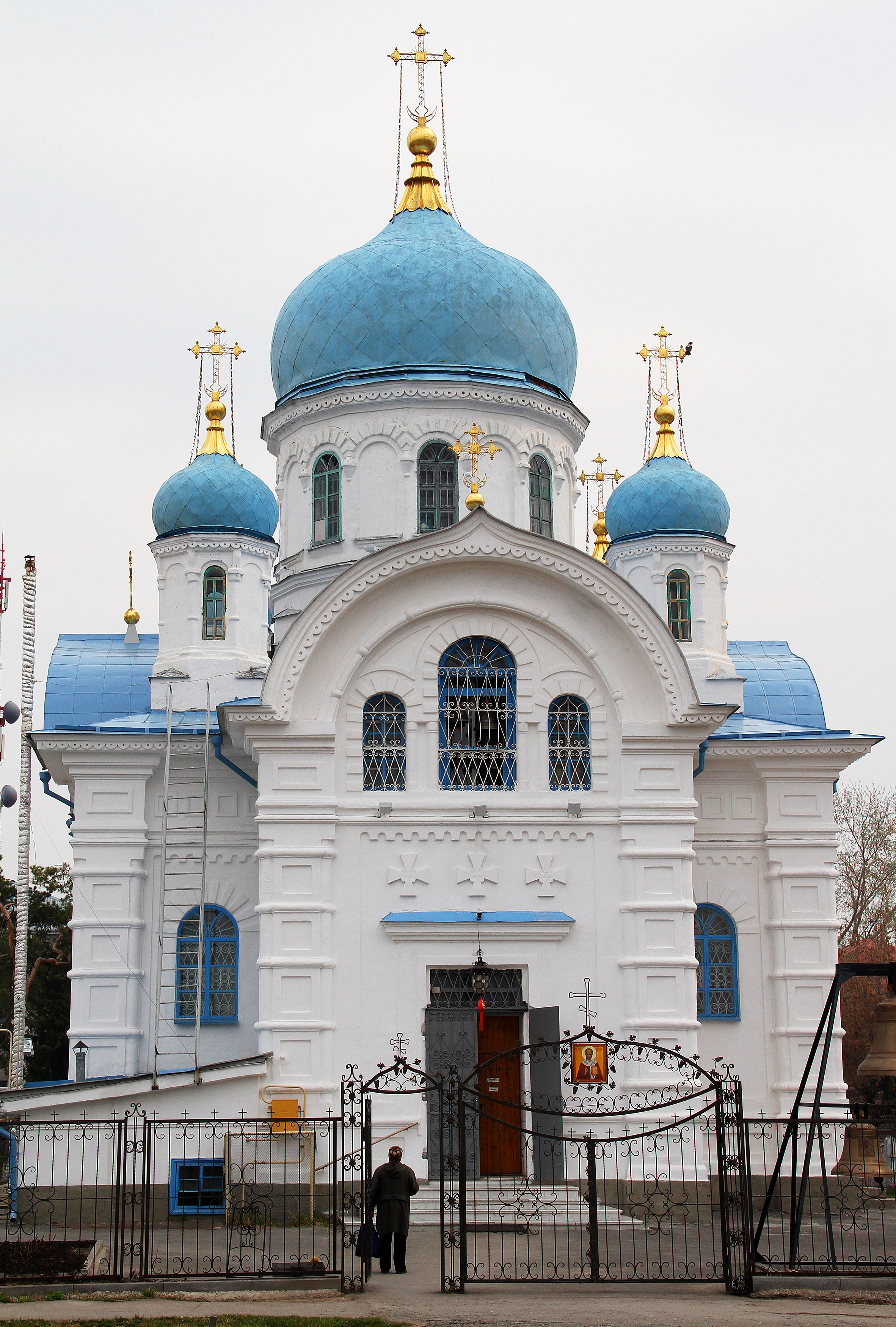
La cattedrale di San Nicola di Išim.

L'eparchia di Išim (in russo Ишимская епархия?) è una diocesi della Chiesa ortodossa russa, appartenente alla metropolia di Tobol'sk.

## Territorio
L'eparchia comprende i rajon Abatskij, Armizonskij, Aromaševskij, Berdjužskij, Vikulovskij, Golyšmanovskij, Išimskij, Kazanskij, Omutninskij, Sladkovskij, Sorokinskij e Jurginskij nel oblast' di Tjumen' nel Circondario federale degli Urali.
Sede eparchiale è la città di Išim, dove si trova la cattedrale di San Nicola.
L'eparca ha il titolo ufficiale di «eparca di Išim e Aromaševo».

## Storia
L'eparchia è stata eretta dal Santo Sinodo della Chiesa ortodossa russa il 2 ottobre 2013, ricavandone il territorio dall'eparchia di Tobol'sk e contestualmente è entrata a far parte della metropolia di Tobol'sk.